# Kreisgericht Seehausen in der Altmark
Das Kreisgericht Seehausen in der Altmark war von 1849 bis 1879 ein preußisches Kreisgericht mit Sitz in Seehausen in der Altmark. 

## Geschichte
Die „Verordnung über die Aufhebung der Privatgerichtsbarkeit und des eximierten Gerichtsstandes sowie über die anderweitige Organisation der Gerichte“ vom 2. Januar 1849 hob dann auch die Patrimonialgerichtsbarkeit auf. Gleichzeitig wurde das Appellationsgericht Magdeburg geschaffen, dem Kreisgerichte, darunter das Kreisgericht Seehausen in der Altmark zugeordnet waren. Sein Sprengel umfasste den Landkreis Osterburg mit den Städten Arendsee, Osterburg und Werben. Der Sprengel umfasste 45.417 Gerichtseingesessene. Schwurgerichtsangelegenheiten wurden beim Kreisgericht Stendal behandelt. Gerichtstage wurden in Werben abgehalten. Gerichtskommissionen wurden in Arendsee und Osterburg eingerichtet.
Mit den Reichsjustizgesetzen wurden die Gerichte im Deutschen Reich vereinheitlicht. Das Kreisgericht Seehausen in der Altmark wurde 1879 aufgehoben. Neu eingerichtet wurde nun das Amtsgericht Seehausen (Altmark) im Bezirk des Landgerichtes Stendal.

## Gerichtskommission Arendsee
Der Sprengel der Gerichtskommission Arendsee umfasste die Orte Arendsee, Binde, Boock, Callehne, Cassuhn, Cossebau, Dessau, Friedrichsmilde, Gestien, Heiligenfelde, Kaulitz, Kerkau, Kerkuhn, Kläden, Kleinau, Kraatz, Lohne, Mechau, Rathsleben, Sanne, Schernikau, Schrampe, Thielbeer, Velgau, Zießau und Ziemendorf.
Die Gerichtskommission Arendsee wurde 1879 aufgehoben und das Amtsgericht Arendsee gebildet.

## Gerichtskommission Osterburg
Die Gerichtskommission Osterburg war für zwei Gerichtsbezirke zuständig. 1879 wurde die Gerichtskommission aufgehoben und das Amtsgericht Osterburg gebildet.
Der erste Gerichtsbezirk umfasste die Orte Ballerstedt (Groß- und Klein), Bertkow (Alt- und Neu), Biesenthal, Crevese, Düsedau, Einwinkel, Ellingen (Groß- und Klein), Erxleben, Flessau, Gladigau, Goldbeck, Krumke, Meßdorf, Möckern, Möllendorf, Natterheide, Orpensdorf, Petersmark, Plätz, Polkau, Polkern, Rossau (Groß- und Klein), Rönnebeck, Schliecksdorf, Schmersau, Späningen, Stapel, Schönebeck, Starbeck, Wollenrade und Zedau.
Der zweite Gerichtsbezirk umfasste die Orte Altenzaun, Blankensee, Calberwisch, Dalchau, Gethlingen, Hindenburg mit Hörstel, Hohenberg, Iden, Königsmark, Krusemark, Meseberg, Niedergörne, Osterburg, Osterholz, Pollitz, Rohrbeck, Schwarzholz mit Rosenhof und Fährkrug, Uchtenhagen, Walsleben, Wasmerslage und Wolterslage.